# Scoloplax
Scoloplax — єдиний рід родини Scoloplacidae підряду Loricarioidei ряду сомоподібних. Має 6 видів. Інша назва «колючий карликовий сом».

## Опис
Загальна довжина представників цього роду коливається від 1,2 до 2 см. Спостерігається статевий диморфізм: самиці більше за самців. Голова пласка. Морда представляє щитоподібну пластину. Очі маленькі, розташовані на верхній частині голови. Рот широкий. Вуса помірного розміру або короткі, присутні на верхній та нижній щелепах. У самців біля зябрової кришки є м'ясистий наріст. Тулуб подовжений, відносно тонкий, вкритий 3 рядами пластинок або великих лусок. Шлунок збільшений, має тонкі стінки. Стравохід потрапляє до шлунка уздовж спинної сторони позаду переднього краю шлунка. Кишечник виходить зі шлунка знизу. Такий шлунок покращує плавучість та сприяє диханню повітрям. Спинний та грудні плавці мають жорсткі промені. Спинний плавець сильний, з 3-5 розгалуженими м'якими променями. Грудні плавці мають потужний жорсткий стрижень з 3-4 розгалуженими м'якими променями. Жировий плавець відсутній. У хвостового плавця є 10-12 первинних променів.

## Спосіб життя
Зустрічаються в лагунах і дрібних струмках з помірним перебігом і чорною водою. Воліють піщано-мулистих ґрунтів, вкритих опалим листям, гілками, сучками, де відсиджуються вдень. Можуть зариватися в ґрунт. Ночами виходять на полювання. За тьмяного освітлення або наявності плавучих рослин сомів спостерігають також удень. Живляться хірономідами й личинками олігохет. Живуть косяками.

## Розповсюдження
Поширені в басейні річок Амазонка, Ріо-Негро, Аріпуанан, Мадейра, Шінгу, Токансіс, Апуре, Парагвай, Парана та озері Аманья.

## Види
- Scoloplax baileyi
- Scoloplax baskini
- Scoloplax dicra
- Scoloplax distolothrix
- Scoloplax dolicholophia
- Scoloplax empousa

## В акваріумах
Підійдуть низькі акваріуми (20—25 см) від 50 літрів. На дно насипають дрібний пісок темних тонів або торф. Зверху вкладають опале листя дерев і дрібні гілки. Якщо в акваріумі планується використовувати пісок, то листя не потрібне. Рослини висаджують уздовж задньої стінки акваріума.
Тримають групою від 10—20 особин. Сусідами можуть бути такі ж дрібні риби — карликові корідораси й тетри. Харчуються дрібним живим кормом. З часом можна привчити сомів до заморожених кормів і лише згодом — до замінника живого корму — фаршу з морепродуктів. Сухий корм не їдять взагалі.
З технічних засобів знадобиться внутрішній фільтр середньої потужності для створення невеликої течії, компресор. Температура утримання 24—26 °C. Чутливі до зміни параметрів води й температури. Якість води повинна знаходиться під постійним контролем.